# Filomena (santa)
Santa Filomena (del griego Φιλουμένη, "la que ama cantar" y que a su vez es el nombre antiguamente dado a los ruiseñores) fue una virgen y mártir de la Iglesia cristiana, martirizada bajo el Emperador Romano Septimio por el año 202. Es probablemente una de las santas más populares y controvertidas de la historia del cristianismo, las discusiones relativas a su vida, historicidad y culto, se aglomeran en un concepto denominado Cuestión Filoménica.

## Descubrimiento

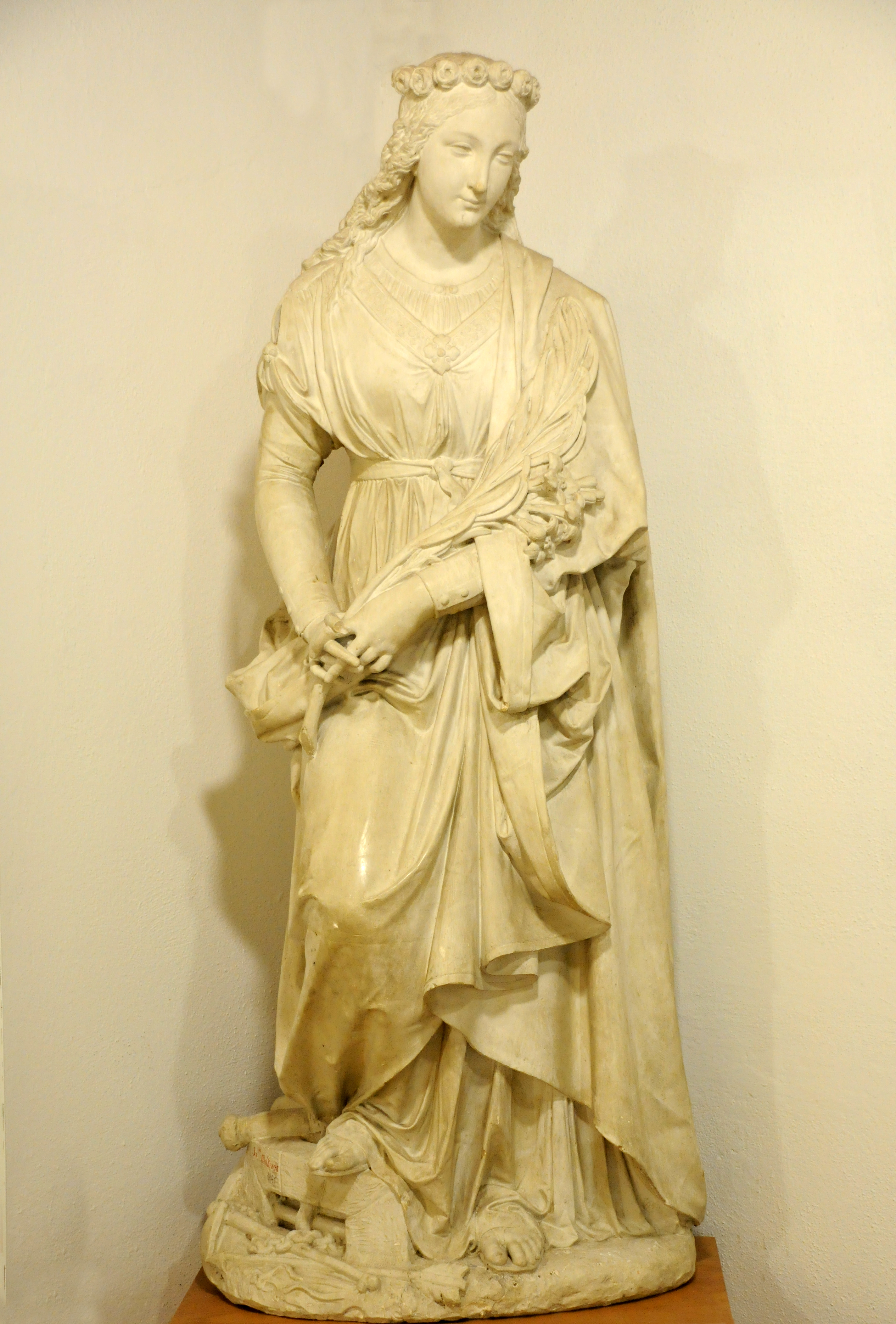
Representación de santa Filomena con atributos: palma, látigo, ancla y flechas. Obra del escultor Johann Dominik Mahlknecht ubicada en el Museo Gherdëina en Ortisei, Italia.

Filomena, considerada una joven mártir de la Iglesia primitiva, no aparece registrada en ningún martirologio hasta el siglo XIX. El 25 de mayo de 1802, mientras se llevaban a cabo excavaciones arqueológicas en las catacumbas de Santa Priscila, en la Vía Salaria de Roma, se encontró una cripta sellada con tres losas de terracota; estaba rodeada de símbolos que presuntamente aludían al martirio y a la virginidad de la persona ahí enterrada; los símbolos eran: ancla, tres flechas, una palma y una flor. Llevaban la inscripción «Lumena — Pax Te — Cum Fi». Al leer desde la línea de en medio según la antigua tradición de comenzar el epitafio desde esta línea, se obtuvo el texto correcto que se leería como «Pax tecum Filumena», que en latín quiere decir «La paz sea contigo, Filomena». 
Al abrir la tumba descubrieron un esqueleto que era de huesos pequeños y notaron, a la vez, que el cuerpo había sido traspasado por flechas. Al examinar los restos, los cirujanos atestiguaron la clase de heridas recibidas y los expertos coincidieron en que el cuerpo encontrado se trataba de una chica joven de 12 o 13 años. Cerca de su cabeza tenía un jarrón roto que contenía lo que se interpretó como sangre seca, aunque otras fuentes sostienen que eran restos de perfumes. El recipiente con restos de sangre, fue relacionado con la costumbre de los primeros cristianos al sepultar a los mártires; también por el signo de la palma. Las reliquias se guardaron en cinco paquetes que contenían lo encontrado en la tumba: el esqueleto con el cráneo fragmentado, cenizas y el frasco de vidrio, guardándose en una caja de ébano forrada en seda y se entregó a la Iglesia de Roma el 10 de agosto de 1805. Sus reliquias se trasladaron a la Parroquia de la Virgen de la Gracia de Mugnano, donde se encuentra su santuario.
Cuando era joven, Pauline Jaricot fue sanada por la intercesión de santa Filomena de una enfermedad cardíaca. En honor de la santa fundó tres asociaciones católicas: la Asociación del Rosario Viviente, la Sociedad para la Propagación de la Fe y la Asociación de la Santa Niñez.

## Leyenda
Según las revelaciones que dijo recibir la religiosa María Luisa de Jesús, la historia de Filomena, relatada por ella misma, es la siguiente, aunque plagada de inconsistencias:
Yo soy la hija de un rey de un pequeño Estado de Grecia. Mi madre también era de sangre real. No pudiendo tener hijos, mis padres continuamente ofrecían sacrificios y oraciones a los falsos dioses para obtener un niño. Nosotros teníamos en nuestra familia a un doctor de Roma llamado Publius, que era cristiano. Él se compadeció de la ceguera de mis padres, y especialmente tuvo compasión de mi madre por su infertilidad. Inspirado por el Espíritu Santo, habló a mis padres de nuestra Fe, y les hizo esta promesa: 'Si queréis un niño, bautizaos y abrazad la religión de Jesucristo'. La gracia acompañó sus palabras, sus mentes fueron iluminadas y sus corazones ablandados. Aceptaron y siguieron el consejo de Publius. Fueron instruidos durante un tiempo y bautizados junto con varios de sus cortesanos. Al año siguiente –el 10 de enero para ser exacta– yo nací y fui llamada 'Lumina', porque había sido concebida y nací a la luz de la Fe, de la cual mis padres eran ahora verdaderos devotos. Cariñosamente me llamaban 'Filomena', o sea, 'Hija de la Luz', de esa luz de Cristo que habita en mi alma por la gracia que recibí en el bautismo.
Debido a mi nacimiento muchas familias en el Reino llegaron a ser cristianas. Yo crecí en la enseñanza del Evangelio, que se grababa profundamente en mi corazón. Cuando tenía sólo cinco años, recibí por primera vez a Jesucristo en la Santa Eucaristía; y ese día, fue sembrado en mi corazón el deseo de estar unida para siempre a mi Redentor, Esposo de las vírgenes. A los once años me consagré a Él por voto solemne. Llegó el año trece de mi vida. La paz de Cristo que, hasta ese día, había reinado en la casa y en el reino de mi padre, fue perturbada por el orgulloso y poderoso emperador Diocleciano, quien, injustamente, nos declaró la guerra. Mi padre, comprendiendo que no podía enfrentarse a Diocleciano, decidió ir a Roma a hacer un pacto de paz con él. Era grande la tierna afección que mi padre tenía por mí, que no podía vivir sin tenerme a su lado. Es así que me llevó con él a Roma. Y mi madre, que no quiso dejarnos ir solos, nos acompañó.
Habiendo llegado a Roma, mi padre pidió audiencia con el Emperador, y el día señalado, quiso que mi madre y yo lo acompañáramos al palacio de los Césares. Introducidos en presencia del Emperador, mientras mi padre defendía su causa y denunciaba la injusticia de la guerra con que lo estaba amenazando, el Emperador no dejaba de mirarme. Finalmente Diocleciano, interrumpió a mi padre, y le dijo con benevolencia: 'No te angusties más. Tu ansiedad está por terminarse... consuélate. Tú tendrás toda la fuerza Imperial para tu protección y la de tu Estado, si aceptas una sola condición: darme a tu hija Filomena como esposa'. Enseguida, mis padres aceptaron su condición. Yo no dije nada, pues no convenía oponerme a mi padre frente al Emperador... pero en mi interior, dialogando con mi Esposo Jesús, estaba firmemente decidida en permanecerle fiel, a cualquier precio.
Muy contentos mis padres pensaron que todo estaba solucionado, pero al salir del Palacio de los Césares, con respeto, dije a mis padres que no aceptaba la proposición de Diocleciano, por más grandioso que se presentara mi futuro. Ellos trataron de convencerme de mil maneras, insistiendo sobre la suerte que tenía de llegar a ser Emperatriz de Roma. Sin vacilar ni un solo momento, yo rechacé la tentadora propuesta, diciéndoles que estaba comprometida con Jesucristo y que me había desposado con Él, haciendo un voto solemne de virginidad, cuando tenía once años.
Mi padre trató de persuadirme, diciéndome que como niña e hija, yo no tenía derecho de disponer de mí misma, y usó de toda su autoridad para hacerme aceptar la propuesta. Pero mi Divino Esposo me dio la fortaleza para perseverar en mi resolución. Al ver que no cedía, mi madre recurrió a las caricias, rogándome tener piedad de mi padre, de ella, de mi país. Yo le contesté, con una firmeza que me sorprendía: 'Dios es mi padre y el Cielo es mi madre'.
Mis padres fueron incapaces de doblegarme. Frente a mi voluntad, estaban desarmados. Y lo que más les preocupaba, era que mi negación podía ser tomada por el Emperador como un mero pretexto de mala fe y la excusa de un engañador. Yo lloraba y les decía: '¿Vosotros deseáis que por amor a un hombre rompa yo la promesa que he hecho a Jesucristo? Mi virginidad le pertenece y yo ya no puedo disponer de ella.' 'Pero eres muy joven para ese tipo de compromiso', me decían, y juntaban las más terribles amenazas para hacerme aceptar la boda con el emperador.
Cuando mi padre tuvo que informar al Emperador de mi decisión, Diocleciano ordenó que fuera llevada a su presencia. Pero yo no quería ir. Cuando me vieron tan decidida en mi resolución, mis padres se arrojaron a mis pies y me imploraron aceptar y hacer lo que ellos deseaban, diciéndome: "¡Hija, ten piedad de nosotros! ¡Ten piedad de tu país y de tu reino!" Yo repliqué: 'Dios y la Virgen primero. Mi reino y mi país es el Cielo'.
Finalmente, frente a tanta presión, decidí presentarme frente al tirano, pensando que era necesario dar testimonio de Jesús. Diocleciano primero me recibió con mucha bondad y honor para hacerme acceder a sus requerimientos, y renunciar a mi decisión, pero no obtuvo nada de mí. Viéndome absolutamente firme y sin temor frente a su poder imperial, perdiendo su paciencia y toda esperanza de conseguir su deseo, comenzó a amenazarme. Pero, no pudo vencerme ya que el Espíritu de Jesús me daba fortaleza. Entonces, en un acceso de furia, bramando como un demonio, lanzó esta amenaza: 'Si tú no me tienes como amante, me tendrás como un tirano'. 'No me preocupa como amante, ni le temo como tirano', le repliqué.
El emperador, visiblemente furioso, ordenó que me encerraran en un calabozo, frío y oscuro, bajo la guardia del Palacio Imperial. Fui encadenada de pies y manos, y me daban de comer sólo pan y agua, una vez al día. Pensando que, con este régimen severo y duro, yo cambiaría de idea, Diocleciano venía diariamente a renovar su oferta y soltaba mis grilletes para que pudiese comer, y después renovaba sus ataques, que no hubiese podido resistir sin la gracia de Dios. Pero yo no estaba sola, mi celestial Esposo cuidaba de mí, y nunca cesé de encomendarme a Él y a su Purísima Madre.
Hacía treinta y seis días que vivía con este régimen, cuando la Santísima Virgen se me apareció, rodeada por la luz del Paraíso, con el Niño Jesús en sus brazos, y me habló así: 'Hija, ánimo, permanecerás tres días más en este calabozo y en la mañana del día 40 de tu cautiverio, dejarás este lugar de pesares'. Con estas palabras, yo me llené de alegría, pero entonces, la Virgen continuó hablándome: 'Cuando dejes esta celda, serás expuesta a una gran lucha de atroces tormentos por el amor de mi Hijo'.
Inmediatamente me estremecí y me vi a mí misma en la angustia de muerte, pero la celestial Reina me dió coraje, diciéndome así: 'Hija mía, te quiero muchísimo, ya que llevas el nombre de mi Hijo. Te llaman Lumina, y mi Hijo es llamado Luz, Sol, Estrella; y a mí me llaman Aurora, Estrella, Luna. Yo seré tu Auxiliadora. Ahora, es la hora de la debilidad humana que te humilla, que te atemoriza, pero vendrá de lo alto la gracia de la fortaleza, la que te asistirá y tendrás a tu lado a un Ángel que te cuidará, la protección del Arcángel San Gabriel, cuyo nombre significa 'Fortaleza de Dios'. Este Arcángel fue mi protección en la tierra, y yo te lo enviaré para que te ayude, porque tú eres mi hija, la más querida hija entre todas mis hijas. Gabriel te asistirá y con él saldrás victoriosa.' Estas palabras reavivaron mi ánimo y coraje. La visión desapareció, dejando impregnado de fragancia mi prisión, y me consoló.
Al cabo de este tiempo, Diocleciano empezó a ponerse nervioso esperando mi decisión; cuando pasaron los cuarenta días, tal como lo había anunciado la Santísima Virgen, el tirano me hizo sacar de la prisión, resolvió torturarme y amenazarme para que me retractara del voto de virginidad que había hecho a mi Esposo. Luego, en presencia de muchos de sus hombres de armas y otros oficiales del Palacio me hizo atar a una columna para ser azotada cruelmente, diciendo: 'Después que esta niña cualquiera rehusó obstinadamente a un Emperador, por amor a un malhechor, que como todos saben, fue condenado a muerte en la cruz por sus propios compatriotas, ella merece ser tratada como Él por mi justicia'. Al ver mi cuerpo ensangrentado y cubierto de heridas, y que la vida se me iba, ordenó que me llevaran de vuelta al calabozo para morir. Tirada en el suelo, y con el cuerpo ardiendo en fiebre, yo esperaba la muerte. Entonces, dos ángeles se me aparecieron, y con un aceite precioso ungieron mi cuerpo malherido y me sanaron. Al día siguiente, el Emperador ordenó que la doncella compareciese en su presencia; Filomena heroica y sonriente, apareció tranquila ante el tirano. Cuando el Emperador vio que habían desaparecido las huellas de los azotes, quedó pasmado. Al verla con perfecta salud y con la misma belleza que lo había obsesionado, trató de hacerle creer que debía este favor a Júpiter, su falso dios, que la había curado porque su destino era ser la esposa del Emperador. Le habló en estos términos: —'Tu juventud y hermosura me inspiran lástima; Júpiter es clemente contigo; renuncia a tus pasados errores y ven conmigo a compartir el solio real'. —'Nunca, nunca –contestó Filomena– mi Dios quiere que sólo a Él pertenezca'. —'Te arrepentirás'. —'Conquistaré las bendiciones del Cielo con los tormentos de la Tierra'. —'Morirás hoy mismo'. —'Reviviré a eterna vida, en el seno de Dios'. —'Pero, ¿te olvidas de tus padres, desdichada?', prorrumpe al fin el tirano, no sabiendo como vencer tan firme resistencia. La joven vaciló un momento, pensando en aquellos ancianos cargados de años y pesadumbres. El recuerdo de los días felices vividos con sus padres la sobrecogió un instante, sólo un instante, por la gracia de Dios, recuperó su serenidad y contestó con voz tranquila: —'Dios les dará consuelo y resignación; yo muero contenta, fiel al celestial Esposo, que mi corazón ha elegido'. —'¡Calla, calla, no blasfemes! Sacrifica a los dioses y quedas perdonada'. Entonces el emperador, cogió de la mano a la cristiana y la condujo frente a la estatua de Júpiter, pero ella se cubrió la cara para no ver al ídolo, diciéndole: —'Es inútil, yo sólo rindo culto a mi dios; sus falsos dioses no tardarán en caer de los altares'. Estas palabras provocaron un tumulto entre los presentes, el Emperador lívido de cólera, sin comprender cómo podía soportar tantas pruebas y sufrimientos, soltó la mano de la joven y volviéndose a sus servidores ordenó en voz breve y severa que atada a un ancla de hierro al cuello, fuese tirada al río Tíber."
Arrastrada por la corriente y creyendo morir, abracé mi ancla como Jesús abrazó su Cruz. Pero Jesús, mostrando su omnipotencia, para la confusión del tirano y de los idólatras, mandó de nuevo a sus ángeles, para que rompieran la cuerda amarrada a mi cuello. El ancla cayó en las profundidades del Tíber, donde aún permanece cubierta de lodo. Sostenida por las alas de un ángel, fui llevada a la costa, sin que una gota de agua me hubiera mojado. Cuando la gente me vió así, en seguridad y perfectamente seca, esparcieron la noticia, y muchos se convirtieron a la Fe.
El tirano, furioso y desesperado, gritó que todo era magia y hechicería, y más obstinado que el Faraón con Moisés, ordenó que fuera atravesada por flechas y arrastrada por todas las calles de Roma. Pero cuando me vio atravesada por las saetas, desfalleciendo y muriendo me lanzó cruelmente a prisión, para que muriera desamparada sin ningún auxilio. A la mañana siguiente, esperando encontrarme sin vida, ya que me había visto en pésimo estado, quedó estupefacto al encontrarme sonrosada y alabando a Dios con salmos y cantos, como si nada hubiera pasado. En la noche, el Dios Todopoderoso me había dado un dulce sueño, y había mandado a un ángel para que sanara mi cuerpo, untándolo con un fragante ungüento, no dejando ninguna huella de las heridas. Por el mucho amor que tenía a Jesús, había deseado tener mil vidas para ofrecérselas... una sola vida me parecía poco... y estaba feliz de sufrir en unión con Él. Por eso fui preservada tantas veces de la muerte y sufrí varias torturas. Esta vez, el Emperador sintiéndose burlado e impotente, entró en tal furia, que ordenó me dispararan con flechas hasta que muriera. Los arqueros doblaron sus arcos, pero las flechas no podían moverse. El tirano me maldijo, acusándome de ser una bruja. Pensando que con el fuego, la hechicería sería neutralizada, ordenó que las flechas fueran calentadas al rojo vivo en la caldera. De nuevo, mi Esposo me salvó de éste tormento. Tuve un rapto de éxtasis. Las flechas que iban hacia mi cuerpo se devolvieron hacia los arqueros, y seis de ellos fueron atravesados y murieron.
A la vista de este nuevo milagro, muchos se convirtieron, y la gente empezó a cambiar de vida y tomar el camino de la fe en Jesucristo. Temiendo serias consecuencias, el tirano ordenó que fuera decapitada sin más demora. Es así como mi alma voló triunfante y gloriosa al Cielo, para recibir de mi Esposo Jesús la corona de la virginidad que para preservarla me había costado sufrir varios martirios. Esto ocurrió el 10 de agosto, era un viernes a las tres y media de la tarde. Por lo tanto, como ya te lo he contado, el Altísimo quiso que mi traslado a Mugnano se realizara en este día, con tantas señales de la ayuda del cielo, que Él quería que fueran conocidas de ahora en adelante.

## Controversia
La leyenda, supuestamente revelada por la misma santa a María Luisa de Jesús, contiene según algunos supuestos estudiosos errores históricos. 

## Historicidad e investigaciones recientes
En los últimos años se han realizado diversas investigaciones han esclarecido información acerca de la identidad e historicidad de Santa Filomena, un estudio realizado en 2005 a petición del entonces obispo de Nola, Ms. Giovanni Braschi reveló que la época en la que murió la santa fue principios del siglo II, dando como fecha aproximada los años 200-202 D.C. echando por tierra la leyenda decimonónica que la hacía contemporánea de Diocleciano, y demostrando que su martirio ocurrió durante el reinado del emperador Septimio Severo.
En su libro "La tumba de Filomena", Mgr. Braschi presenta los resultados de las pruebas científicas de los restos hallados en la tumba, en especial del frasco que conservó lo que parece ser sangre y de las tejas de barro, las cuales es probable que no fueran reutilizadas de una tumba anterior pues no se encontraron restos de un mortero previo.
Hagiógrafos actuales aseguran que las dudas que rodean su vida y la fantasiosa leyenda creada en torno a ella no son causal para dejar de venerar a esta santa, más bien son pruebas para asegurar la veracidad y legitimidad de su culto, defendiendo el hecho que Santa Filomena fue una mártir más en la historia del cristianismo, y su valentía para entregar la Vida por Jesucristo es más que suficiente para venerarla.

## Milagro del siglo
Pauline Jaricot, la fundadora de la Sociedad para la Propagación de la Fe y del Rosario Viviente, en 1835, por intercesión de Santa Filomena había sido milagrosamente curada de un desesperante mal. A través de ella, conoció el Santo Cura el poder de la Santa. La Señorita Jaricot, le ofreció parte de una preciosa reliquia de Santa Filomena que ella había obtenido del relicario de Mugnano y el Cura de Ars la recibió como una valiosísima joya. Inmediatamente se puso a trabajar para erigir una capilla en Ars donde colocó estas reliquias, que muy pronto dieron lugar a innumerables curaciones, conversiones y milagros.
También San Juan Maria Vianney, era muy devoto de santa Filomena, Cierto día enfermó de gravedad y prometió ofrecer 100 Misas en honor de Santa Filomena. Cuando la primera Misa estaba siendo ofrecida, cayó en éxtasis y se le escuchó murmurar varias veces “Filomena”. Al volver en sí, exclamó que estaba curado y se lo atribuyó a la santa.

## Crecimiento de la devoción
Los papas fueron generosos con Santa Filomena. Incluso el Papa Gregorio XVI le concedió, además de la aprobación de culto público, un oficio, una misa especial y una lectura adecuada en el Breviario (actual Liturgia de las Horas). El Papa León XIII aprobó el uso del famoso "Cordón de Santa Filomena", así como la eregiu la Cofradía de Santa Filomena en Francia. A su vez, San Pío X extendió la Archiconfradía de Santa Filomena a todo el mundo. Por lo tanto, su popularidad pronto se extendió, con sus devotos más memorables: Juan María Bautista Vianney, Magdalena Sofía Barat, Pedro Eymard y Pedro Chanel, todos ellos santos de la Iglesia Católica.

## Veneración de sus reliquias
Los restos de la Santa se encuentran en Mugnano del Cardinale, pero algunas de sus reliquias se han distribuido en la Iglesia, especialmente en Francia. La urna donde se encuentra la imagen que resguarda las reliquias se abre cada 50 años y con la ropa y el cabello de cera se confeccionan reliquias para devoción de los fieles. 
En los años 70 el relicario de la sangre de santa Filomena fue robado del santuario.

## La devoción en la actualidad
La devoción a Santa Filomena se extendió por todo el mundo principalmente a través del gran fenómeno que fue la emigración italiana de finales del siglo XIX y principios del siglo XX, cuyos inmigrantes llevaron sus devociones a los países donde se establecieron. Por lo tanto, fuera de Italia, hay fieles devotos de Santa Filomena en Brasil, Estados Unidos, Filipinas, Escocia, Chile, México y Australia, por ejemplo. Una vez que las concesiones litúrgicas fueron suprimidas por el acto de 1961, la misa actual en honor a Santa Filomena se toma del Común de las Vírgenes, así como la Liturgia de las Horas, que exalta el carácter cristológico de la misma devoción. Solo de esta manera la devoción a Santa Filomena, así como a cualquier otra devoción, alcanza su propósito, que es ser un testigo de la vida cristiana para los miembros de la iglesia. En esta dimensión, y solo en ella, el martirio y la virginidad alcanzan su apogeo, que es Jesús mismo.
La Archicofradía Universal de Santa Filomena, actualmente con sede en Escocia, contribuye a la devoción en varios países del mundo, siendo fundada en el siglo XIX por el P. Louis Petit, en París y extendida por el papa Pío X. La asociación del Rosario viviente de Dickinson, Texas, es posiblemente la agrupación que más ha difundido a Santa Filomena en el mundo. La Asociación de los hijos de María, ligada a la Medalla Milagrosa, promueve la devoción mariana bajo el patrocinio de Santa Filomena. Estas tres agrupaciones conforman la llamada Familia Filomeniana Mundial.

## Oración
«¡Oh Gloriosa Santa Filomena, Virgen y Mártir!, ejemplo de fe y esperanza, generosa en la caridad, a Vos suplico, escuchad mi oración.
Desde el cielo donde reináis, haced caer sobre mí toda la protección y auxilio que necesito en este momento en que mis fuerzas enflaquecen.
Vos que sois tan poderosa junto a Dios, interceded por mí y alcanzadme la gracia que os pido (mencione la gracia que desea recibir).
¡Oh Santa Filomena!, ilustre por tantos milagros, rogad por mí. No me abandonéis, jamás dejéis de mirar como un rayo de esperanza sobre mí y mi familia. Apartad de mí las tentaciones, dad paz a mi alma y bendecid mi casa. ¡Oh Santa Filomena!, por la sangre que derramasteis por amor a Jesucristo, alcanzadme la gracia que os pido (repita ahora su petición).
Santa Filomena, ayúdame a alcanzar la gracia. Te prometo que seré tu devoto y que manifestaré a otros necesitados lo milagrosa y bondadosa que eres. Amén.

## Principal Santuario

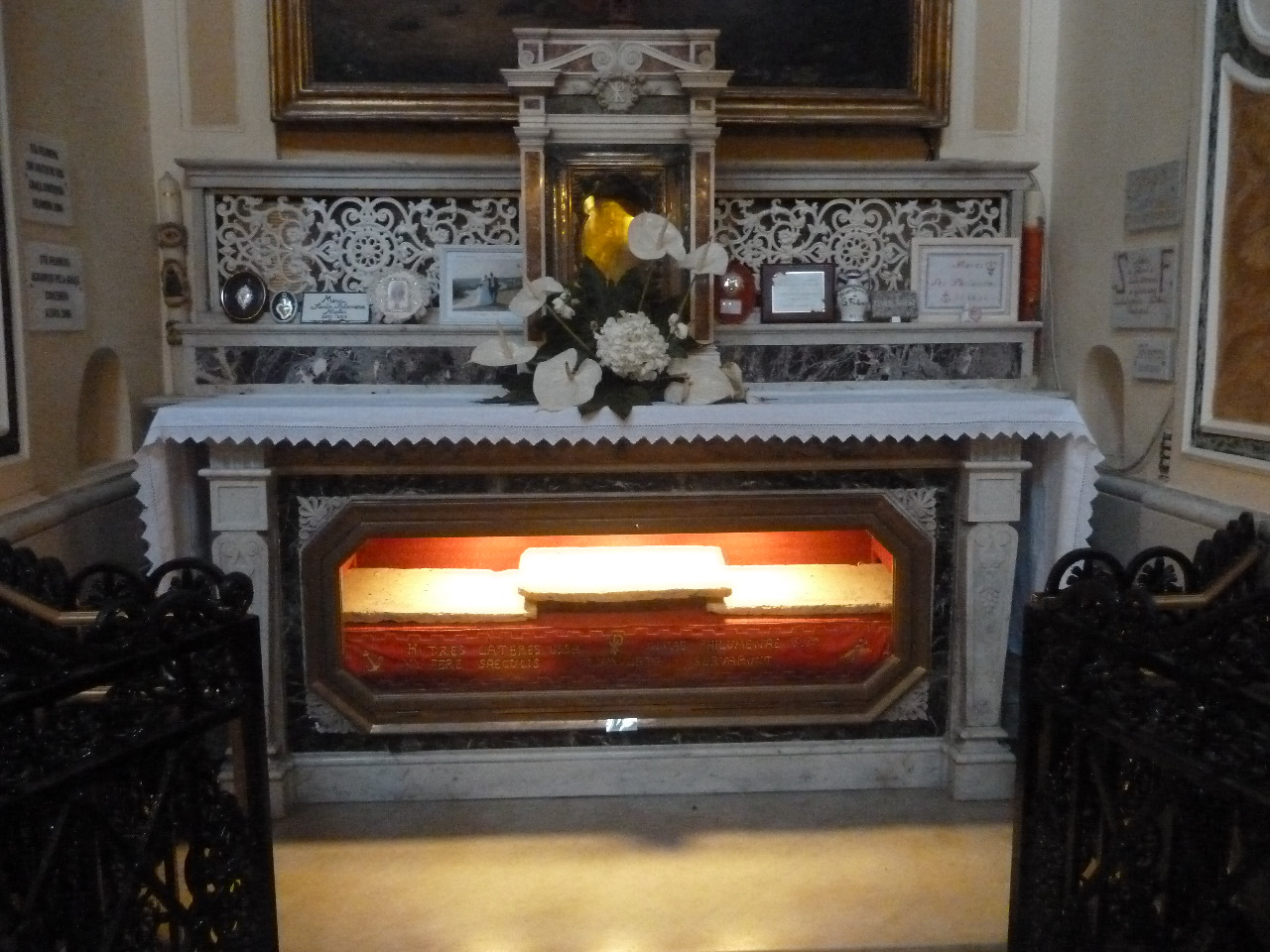
Tumba de la santa en Italia

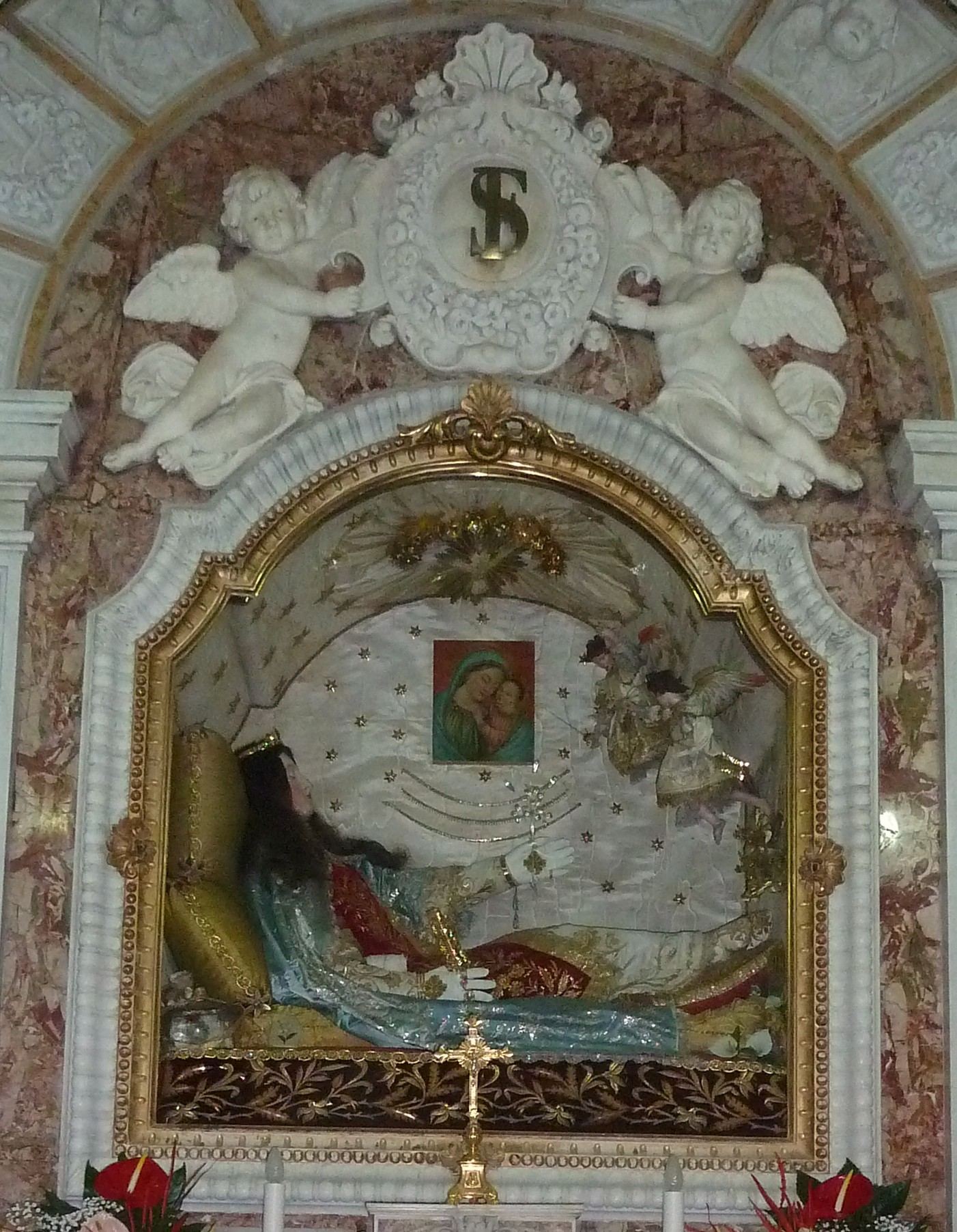
Cuerpo de Santa Filomena, expuesto a veneración

El santuario de Santa Filomena es el principal lugar de culto católico en Mugnano del Cardinale, en la provincia de Avellino. En el interior se conserva el cuerpo de Santa Filomena virgen y mártir del 10 de agosto de 1805. Es uno de los nueve santuarios de la diócesis de Nola.
En 1806, el cardenal de Nápoles Luigi Ruffo-Scilla le dio al santuario la primera estatua dedicada al santo. El 10 de agosto de 1835, el milagro de la curación de Pauline Jaricot, fundadora de la Obra de la Propagación de la Fe, tuvo lugar en el Santuario. El papa Gregorio XVI fue testigo de ese milagro, quien decidió rendir culto público a Santa Filomena el 30 de enero de 1837.

## Representación

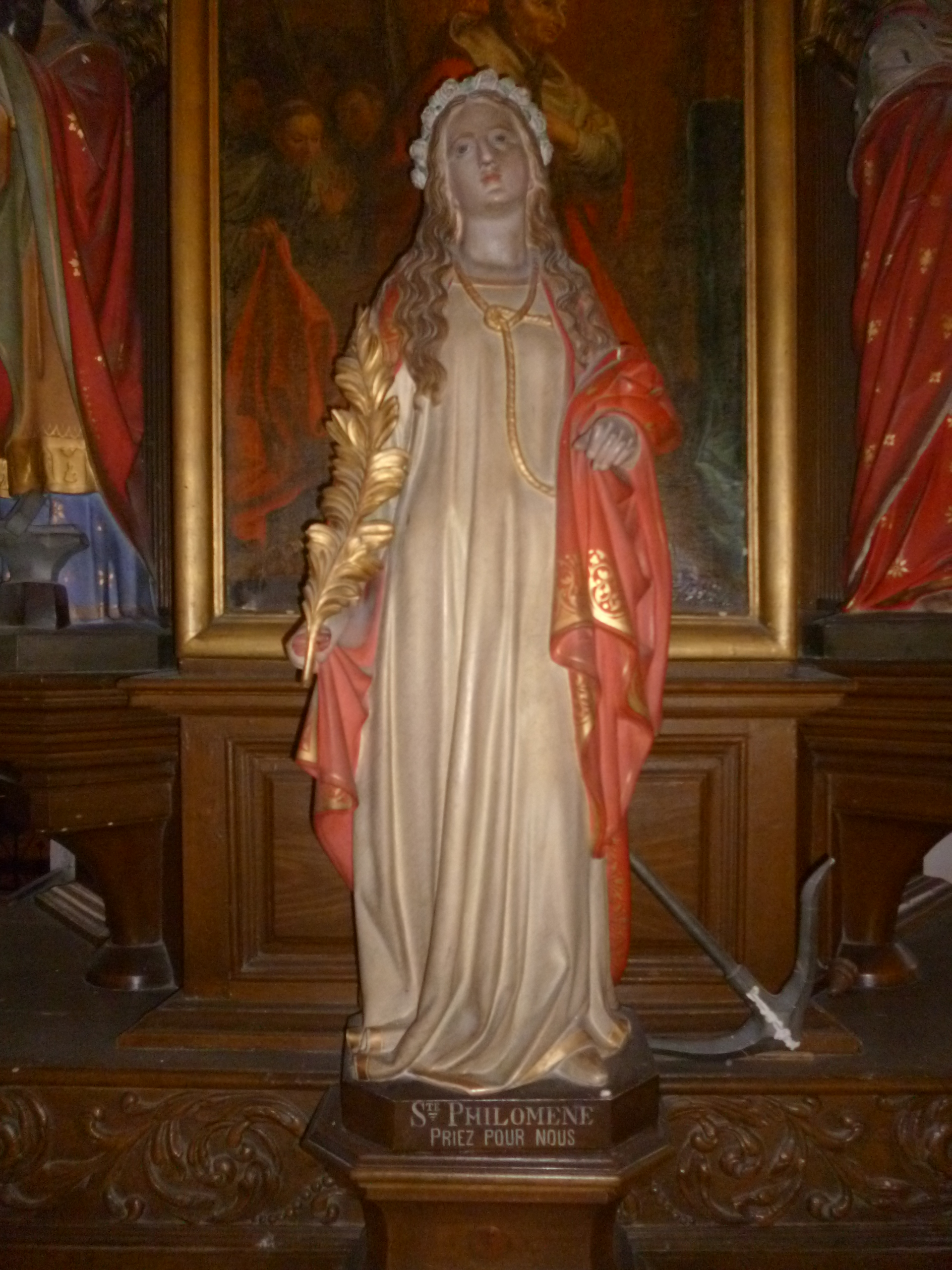
Estatua de Santa Filomena.

En la iconografía católica se retrata a Filomena como una chica de pelo largo, ondulado y oscuro, vestida con una túnica larga generalmente blanca, o rosado pastel, con hojas de palma (símbolo de martirio), flechas o un ancla en las manos, y una corona real o de flores en la cabeza. También se le representa con una tunicela sobre el vestido, a la usanza romana.

## Objetos devocionales
Al mismo tiempo, la Iglesia Católica aprueba y alienta el uso de los llamados "Sacramentales" como signo de piedad. En el caso de Santa Filomena, el uso de los sacramentales ya es tradicional, difundidos desde el comienzo de la devoción por uno de los primeros y más ilustres devotos de Filomena, San Juan María Vianney.

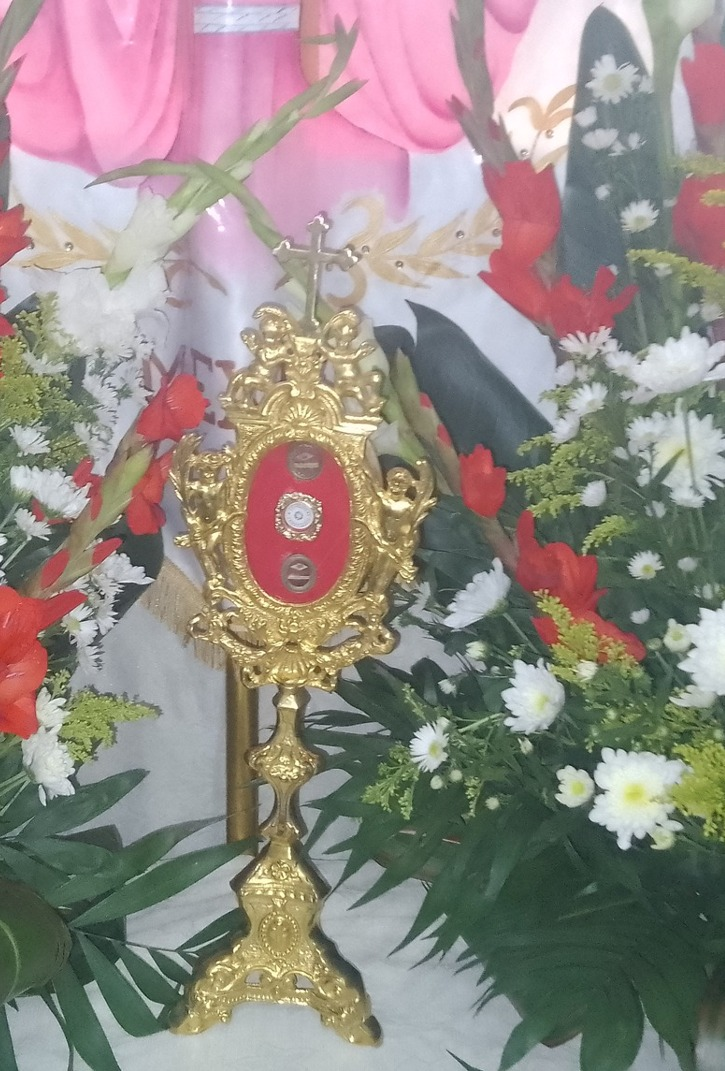
Reliquary of St. Philomena

Los "Sacramentales" de santa Filomena son:
Corona o rosario de Santa Filomena: es un pequeño rosario formado por una medalla de Santa Filomena o un crucifijo, donde se dice un "Credo"; tres cuentas blancas, donde se dice un "Padre Nuestro" en cada una de las cuentas, para honrar a las tres personas de la Santísima Trinidad; y trece cuentas rojas, que significan la sangre del martirio de Santa Filomena, donde se dice: "Santa Filomena, por tu amor por Jesús y María, ruega por nosotros".
Cordón de Santa Filomena, un sacramental propio de la Archicofradía Universal, es un cordón de ganchillo hecho con hilo rojo y blanco, entretejido. El blanco se refiere a la pureza y el rojo al martirio de Santa Filomena. La cuerda o cordón es bendecida por un sacerdote, generalmente es usada por el devoto atado a su cintura o en la muñeca.
Aceite de santa Filomena: es un aceite común bendecido, que los devotos suelen aplicar en dosis muy pequeñas en el cuerpo e incluso consumirlo, para curar enfermedades. Es bendecido el 10 de agosto y el Santuario de Santa Filomena, en Italia, alega la exclusividad del mismo, el cual es bendecido por el sacerdote rector del santuario. No obstante este alegato, dicho sacramental puede ser bendecido por cualquier sacerdote utilizando el ritual romano y la reliquia de santa Filomena o encendiendo una lámpara con este aceite y posteriormente bendecirlo según el rito propio.

## Galería

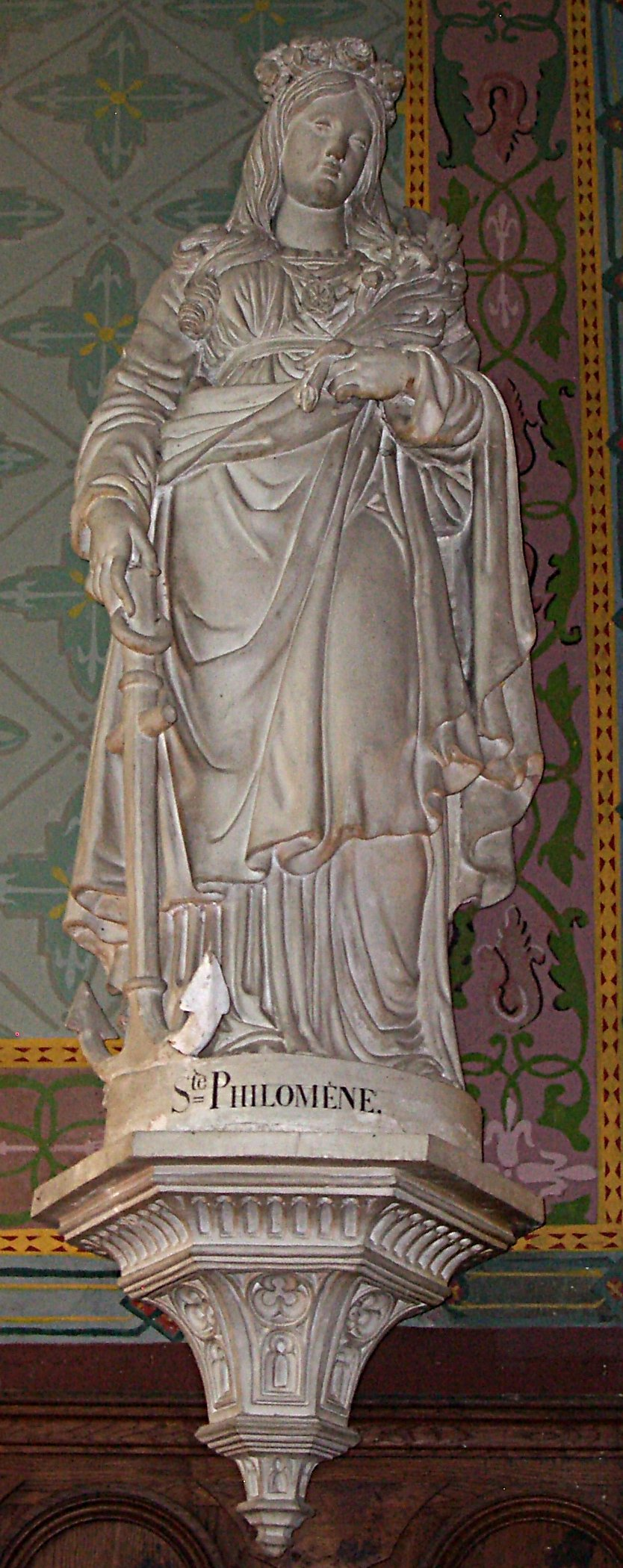
Escultura de piedra en la iglesia de Saint Sulpice d'Heudicourt (siglo XIX)
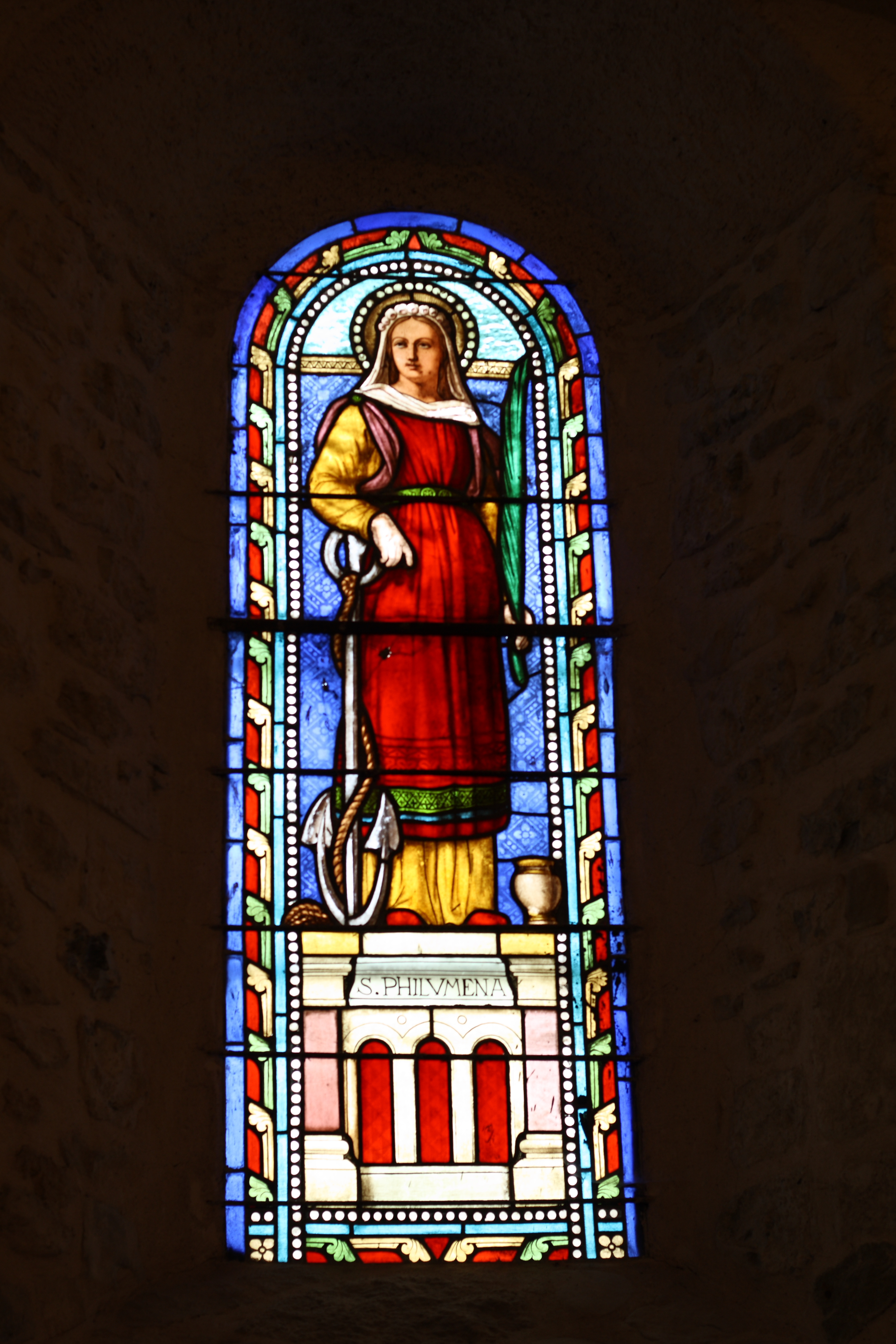
Vidriera de la iglesia de Notre-Dame en Piégros-la-Clastre
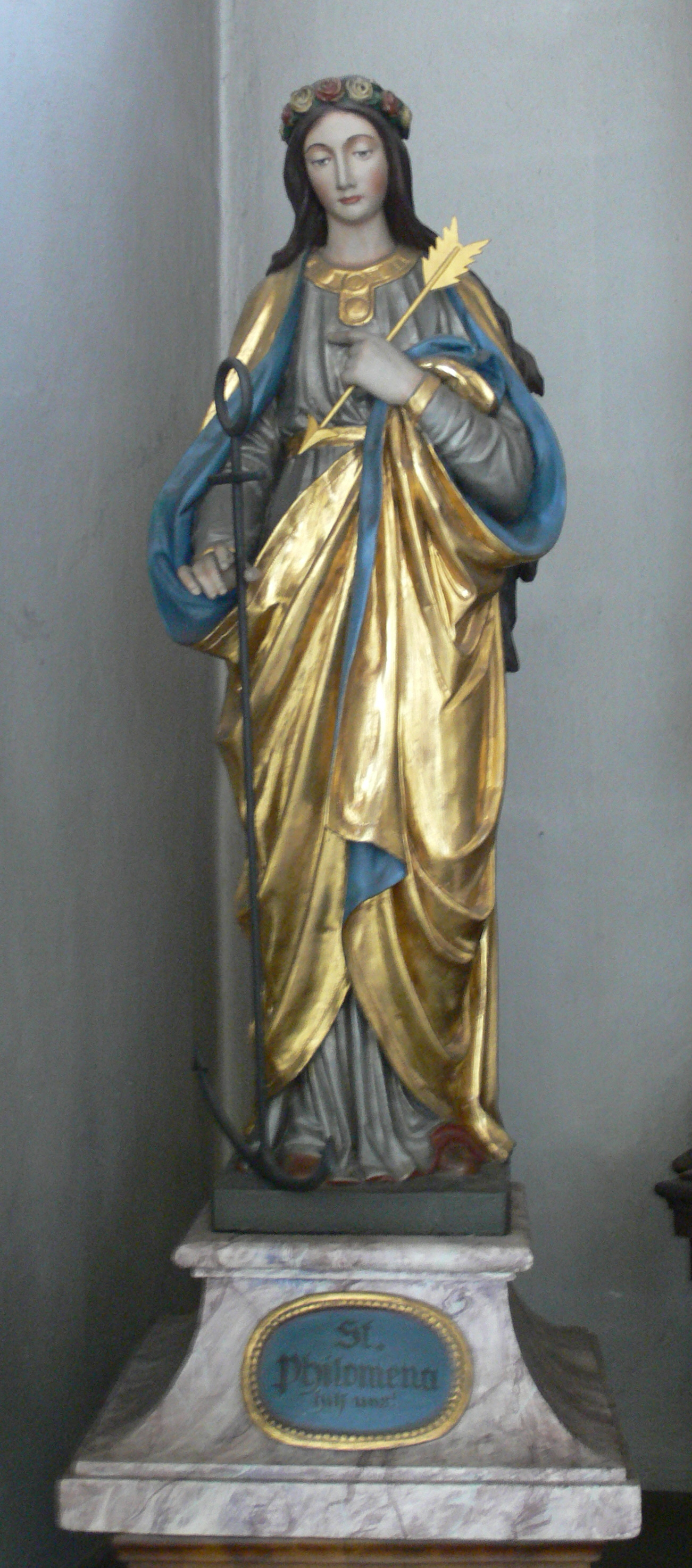
Estatua en la parroquia Unsere Liebe Frau en Bamberg
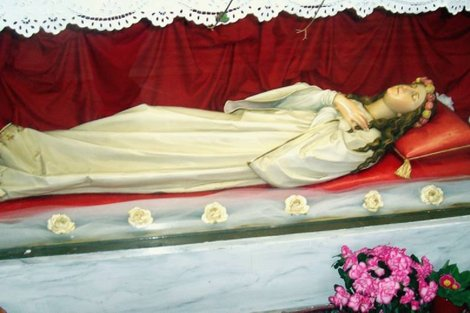
Imagen de santa Filomena